# Mireille Deyglun
Pour les articles homonymes, voir Deyglun.
Mireille Deyglun, née le 22 septembre 1958 à Montréal, est une actrice québécoise.

## Biographie
Elle est la fille de Janine Sutto et d'Henry Deyglun. Mireille est née du deuxième mariage d'Henry Deyglun. Elle et son époux, le journaliste Jean-François Lépine, ont deux enfants, Félix et Sophie Lépine.  Elle a une jumelle atteinte de trisomie prénommée Catherine morte en avril 2011.

## Filmographie

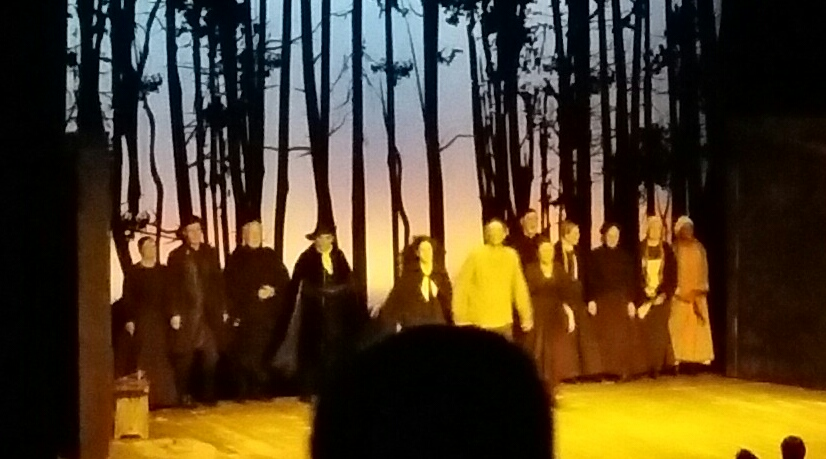
Les acteurs et actrices de Les Sorcières de Salem (avec Mireille Deyglun) dans la salle André-Mathieu à Laval.

### Cinéma
- 1980 : Suzanne : infirmière
- 1983 : Bonheur d'occasion : Florentine Lacasse
- 1986 : Mistress Madeleine : Madeleine
- 1987 : Preuve d'amour de Miguel Courtois  : une journaliste

### Télévision
- 1978 : Race de monde : Colette Beauchemin
- 1984 : L'Amour avec un grand A
- 1984 : S.O.S. J'écoute
- 1987 : Opération Ypsilon de Peter Kassovitz : Christine
- 1987 : Hitting Home : Françoise Boyer
- 1991-1992 : Marilyn : Danièle Mercier
- 1994 : Jalna : Hélène Archer
- 1996 : Jalna : Justine Jasmin
- 2001 : Cauchemar d'amour : Mme Couture
- 2002 : Lance et compte : Nouvelle Génération : Caroline Bertrand
- 2005 : Félix Leclerc : Doudouche
- 2003 : Les Poupées Russes : Muriel Ramberg
- 2013 : Mémoires vives : Céline

## Récompenses et nominations

### Récompenses
Elle a à son actif des prix québécois[précision nécessaire].